# Stuck in Love
Stuck in Love (bra: Ligados pelo Amor; prt: Encalhado no Amor) é o primeiro filme drama comédia escrito e dirigido pelo Josh Boone. O longa foi selecionado no Festival de Toronto em 2012. No Brasil, foi lançado pela California Filmes em 14 de fevereiro de 2014.
Ele se concentra nas relações complicadas entre um escritor de sucesso, interpretado por Kinnear, sua ex-esposa (Connelly), sua filha da faculdade (Collins) e o filho adolescente (Wolff).

## Elenco
- Greg Kinnear ... Bill Borgens
- Jennifer Connelly ... Erica
- Lily Collins ... Samantha Borgens
- Nat Wolff ... Rusty Borgens
- Kristen Bell ... Tricia
- Logan Lerman ... Louis
- Liana Liberato ... Kate

## Recepção
No agregador de críticas Rotten Tomatoes, que categoriza as opiniões apenas como positivas ou negativas, o filme tem um índice de aprovação de 57% calculado com base em 44 comentários dos críticos. Por comparação, com as mesmas opiniões sendo calculadas usando uma média aritmética ponderada, a nota é 5,78/10. O consenso dos críticos do site diz: "Ele luta para animar seu roteiro irregular, mas Stuck in Love ostenta atuações vencedoras suficientes de seu sólido elenco veterano para oferecer uma diversão atraente para os entusiastas da comédia romântica." Já no agregador Metacritic, que calcula as notas usando somente uma média aritmética ponderada a partir das avaliações de 13 críticos que escrevem em maioria para a imprensa tradicional, o filme tem uma pontuação de 49 entre 100, com a indicação de "críticas mistas ou médias".